# Hubert Dreyfus
Hubert Lederer Dreyfus (født 15. oktober 1929, død 22. april 2017) var en amerikansk filosof og filosofiprofessor ved University of California, Berkeley.
Hans primære interesser omfattede fænomenologi, eksistentiel filosofi og filosofi vedrørende psykologi og litteratur, såvel som de filosofiske implikationer af kunstig intelligens. Dreyfus var kendt for sin eksegese af Martin Heidegger, hvis kritik blev kaldet "Dreydegger".